# 505th Command and Control Wing
Il 505th Command and Control Wing è uno stormo di Comando e Controllo dell'Air Combat Command, inquadrato nell'U.S.A.F. Warfare Center. Il suo quartier generale è situato presso Hurlburt Field, in Florida.

## Missione
Lo stormo effettua test, sviluppa tattiche e addestra personale a livello operativo nell'ambito del comando e controllo dei cieli, dello spazio e del cyberspazio. Effettua periodicamente esercitazioni come la Blue Flag, la Virtual Flag e il 505 CTS JETI.

## Organizzazione
Attualmente, al maggio 2017, lo stormo controlla:
- Detachment 1, distaccato a Fort Leavenworth, Kansas. È il principale consulente aeronautico all'interno del TRADOC.
- 505th Test and Evaluation  Group
  - 84th Radar Evaluation Squadron, distaccato presso la Hill Air Force Base, Utah
  - 705th Combat Training Squadron, distaccato presso la Kirtland Air Force Base, Nuovo Messico
  - 505th Test Squadron, distaccato presso la Nellis Air Force Base, Nevada
  - 605th Test and Evaluation Squadron
- 505th Training Group
  - 705th Training Squadron
  - 505th Training Squadron
  - 505th Communications Squadron
  - 505th Combat Training Squadron